# Championnat d'Égypte de football 1972-1973
Navigation
Saison précédente Saison suivante
La saison 1972-1973 du Championnat d'Égypte de football est la 18e édition du championnat de première division égyptien. Douze clubs égyptiens prennent part au championnat organisé par la fédération. Les équipes sont regroupées au sein d'une poule unique où elles rencontrent leurs adversaires deux fois, à domicile et à l'extérieur. En fin de saison, pour permettre le passage du championnat de 12 à 18 équipes, il n'y a pas de relégation et les six meilleurs club de deuxième division sont promus.
C'est le club de Ghazl El Mahallah qui remporte la compétition, après avoir terminé en tête du classement final, avec un seul point d'avance sur le Zamalek SC et trois sur le tenant du titre, l'Ismaily SC. C'est le tout premier titre de champion d'Égypte de l'histoire du club.
Le championnat va être interrompu un an, à cause de la guerre du Kippour. Néanmoins, Ghazl El Mahallah va participer à la Coupe d'Afrique des clubs champions 1975 et l'Ittihad Alexandrie, vainqueur de la Coupe d'Égypte, devient le premier club égyptien à représenter le pays en Coupe des Coupes en 1975.

## Les clubs participants
| - Al Ahly SC - Tersana SC - Zamalek SC - Ittihad Alexandrie - Ismaily SC - Domiyat Club | - Al Olympi - Al Tayaran - Al-Masry Club - Al-Qanat - Promu de D2 - El-Plastic - Promu de D2 - Ghazl El Mahallah |

## Compétition

### Classement
Le classement est établi sur le barème de points classique (victoire à 2 points, match nul à 1, défaite à 0).
| Rang | Équipe               | Pts | J  | G  | N  | P  | Bp | Bc | Diff |
| ---- | -------------------- | --- | -- | -- | -- | -- | -- | -- | ---- |
| 1    | Ghazl El Mahallah    | 33  | 22 | 13 | 7  | 2  | 29 | 10 | +19  |
| 2    | Zamalek SC           | 32  | 22 | 11 | 10 | 1  | 25 | 10 | +15  |
| 3    | Ismaily SC T         | 30  | 22 | 11 | 8  | 3  | 29 | 13 | +16  |
| 4    | Al Ahly SC           | 27  | 22 | 10 | 7  | 5  | 20 | 10 | +10  |
| 5    | Ittihad Alexandrie C | 27  | 22 | 11 | 5  | 6  | 25 | 17 | +8   |
| 6    | Tersana SC           | 24  | 22 | 9  | 7  | 6  | 18 | 18 | 0    |
| 7    | Al Olympi            | 18  | 22 | 4  | 10 | 8  | 13 | 19 | -6   |
| 8    | Al-Qanah P           | 17  | 22 | 5  | 7  | 10 | 8  | 15 | -7   |
| 9    | Domiyat Club         | 17  | 22 | 4  | 9  | 9  | 13 | 22 | -9   |
| 10   | Al-Masry Club        | 16  | 22 | 7  | 2  | 13 | 13 | 27 | -14  |
| 11   | El-Plastic P         | 14  | 22 | 3  | 8  | 11 | 14 | 29 | -15  |
| 12   | Al Tayaran           | 9   | 22 | 2  | 5  | 15 | 9  | 26 | -17  |

| Légende : Qualifications et relégations | Légende : Qualifications et relégations                                               |
| --------------------------------------- | ------------------------------------------------------------------------------------- |
|                                         | Qualification pour la Coupe d'Afrique des clubs champions 1974                        |
|                                         | Qualification pour la Coupe des Coupes 1975                                           |
|                                         | T : Tenant du titre C : Vainqueur de la Coupe d'Égypte P : Promu de deuxième division |

## Bilan de la saison
| Championnat d'Égypte de football 1972-1973 | |
| Champion                                   | Ghazl El Mahallah (1er titre)                                                                               |
| Coupes et trophées                         | |
| Vainqueur de la Coupe d'Égypte 1972-1973   | Ittihad Alexandrie                                                                                          |
| Qualifications continentales               | |
| Coupe d'Afrique des clubs champions 1974   | Ghazl El Mahallah                                                                                           |
| Coupe des Coupes 1975                      | Ittihad Alexandrie                                                                                          |
| Promotions et relégations                  | |
| Promus en Egyptian Premier League          | Al Mansourah Sporting Club Al Sekka Al Hadid Suez El-Riyadi Sharkia Sporting Club Bani Sweif FC El-Minya FC |
| Relégués en Egyptian Second League         | Aucun (passage de 12 à 18 clubs)                                                                            |